# Ernie Calverley
Ernie Calverley (30 de janeiro de 1924 - 20 de setembro de 2003) foi um jogador de basquete norte-americano.